# رونالد إي. راي
رونالد إي. راي (بالإنجليزية: Ronald E. Ray)‏ هو عسكري أمريكي، ولد في 7 ديسمبر 1941 في كورديل في الولايات المتحدة.